# 月亮圆
《月亮圆》是一首马来西亚中文流行歌曲，黄文升创作、山脚下男孩演唱，1993年收录在自资出版专辑《把月亮圆留给孩子》。 这首歌曲于1993年获得海螺新韵奖大专组的“全场亚军”、“最佳作曲奖”及“最佳编曲奖”，1994年获得娱协奖“本地10大创作歌曲”。
2021年《月光快车》系列专辑第2张作品《月光会》，当中其中一首歌曲《月儿》改编穿插这首歌曲，向词曲创作及原唱者呈献致敬。